# Paspalum reptatum
Paspalum reptatum är en gräsart som beskrevs av Albert Spear Hitchcock och Mary Agnes Chase. Paspalum reptatum ingår i släktet tvillinghirser, och familjen gräs. Inga underarter finns listade i Catalogue of Life.